# Bostrodes
Bostrodes é um gênero de traça pertencente à família Arctiidae.